# SSV 05 Troisdorf
SSV 05 Troisdorf is een Duitse voetbalclub uit Troisdorf, Noordrijn-Westfalen.

## Geschiedenis
De club werd in maart 1905 opgericht als Germania Troisdorf, naar het voorbeeld van de naburige club Siegburger SV 04. In 1907 fusioneerde de club met FC Adler, dat in 1906 opgericht was en nam de naam Spielverein 05 aan. De fusieclub sloot zich bij de West-Duitse voetbalbond aan en ging in een van de competities spelen die de bond organiseerde. In 1909 werd de club voor het eerst kampioen, maar promoveerde wel niet dat jaar. Doordat een aantal leden het leger in moesten werden de activiteiten tijdelijk gestaakt. In 1914 werd de club met grote voorsprong kampioen, maar opnieuw dwong de club geen promotie af door het uitbreken van de Eerste Wereldoorlog. In 1914 richtte het bedrijf Mannstaedt Werke ook een voetbalafdeling op en in 1915 werd BV 1915 opgericht. Tijdens de oorlog sneuvelden negen clubleden. Na de oorlog fuseerde de club met BV 1915 en kreeg de promotie die het net voor de oorlog verdiende.
De SV Mannstaedt Werke promoveerde naar de A-klasse en een jaar later volgde ook SV 05. Na een wedstrijd van 2,5u tegen Bonner BC werd de wedstrijd bij een 2:2 stand gestaakt, in de replay won de club met 3:0 en promoveerde. Om zich sportief beter te maken fuseerden SV Mannstaedt Werke en SV 05 Troisdorf op 30 april 1922 tot de huidige club. De club bleef de volgende seizoenen in de A-klasse voetballen en in 1930 slaagde de club er eindelijk in te promoveren naar de hoogste klasse van de Rijncompetitie, waar de club nu tegen de grote clubs uit Keulen en Bonn speelde en laatste werd. Door een uitbreiding van de competitie degradeerde de club niet en werd het volgende seizoen zelfs derde achter SpVgg Sülz 07 en SC 1894 München-Gladbach. Het volgende seizoen werd de club voorlaatste en plaatste zich hierdoor niet voor de nieuwe Gauliga Mittelrhein. Door de politieke veranderingen in Duitsland werd de West-Duitse voetbalbond en al haar competities afgevoerd en vervangen door enkele Gauliga's. In 1938 slaagde de club erin te promoveren naar de Gauliga en eindigde samen met SpVgg Sülz zelfs bovenaan de rangschikking, maar door een beter doelsaldo werd Sülz tot kampioen uitgeroepen, Troisdorf had nochtans 19 doelpunten meer gescoord, maar had er dan wel ook 31 meer binnen gekregen. In 1939/40 werd de competitie in twee groepen verdeeld en Troisdorf werd met grote voorsprong op Bonner FV 01 groepswinnaar. In de finale om de titel verloor de club van SV Mülheimer 06. Het voetbal werd ontzettend populair in Troisdorf en er kwamen zelfs zoveel toeschouwers naar de trainingen kijken dat er zelfs daar inkomgeld voor gevraagd werd. Door het uitbreken van de Tweede Wereldoorlog werden enkele spelers opgenomen in het leger en dat reflecteerde zich in de resultaten door een plaats in de middenmoot, na dit seizoen werd de Gauliga verder onderverdeeld en werd de club overgeheveld naar de Gauliga Köln-Aachen. Ondanks een plaats in de middenmoot moest de club zich terugtrekken uit de competitie.
Na de oorlog ging de club terug verder en de eerste wedstrijd werd voor 7.000 toeschouwers gespeeld tegen Siegburg SV 04. De competitie was in West-Duitsland nog steeds onderverdeeld en in het kampioenschap van Mittelrhein moest de club het afleggen tegen SG Düren 99. Het volgende seizoen eindigde de club in de middenmoot en was daardoor niet geplaatst voor de nieuwe Oberliga West die in 1947/48 van start ging. In 1949 moest de club kiezen tussen betaald voetbal en amateurvoetbal. De club koos voor het betaald voetbal en ging in de 2. Oberliga spelen, de tweede klasse van de Oberliga West. Met grote clubs als Meidericher SV, Borussia München-Gladbach in de rangen kon de club het behoud niet verzekeren en degradeerde naar de amateurklasse. Het volgende seizoen werd de club met voorsprong kampioen en nam deel aan het Duitse amateurkampioenschap en stond in de derde ronde tegenover voormalig landskampioen Karlsruher FV, die een 0:1 achterstand ombogen naar een 3:1 winst. De club bleef de volgende jaren in de hoogste amateurklasse spelen en degradeerde voor het eerst in 1963.
De volgende tijd bleef de club voornamelijk actief in de tweede amateurklasse. Door financiële problemen degradeerde de club eind jaren tachtig naar de Bezirksliga.